# Börlas
Börlas (mundartlich: Berlas, ouv Berlas) ist ein Gemeindeteil der Gemeinde Missen-Wilhams im bayerisch-schwäbischen Landkreis Oberallgäu.

## Geographie
Das Dorf liegt circa zwei Kilometer nordöstlich des Hauptorts Missen im Tal zwischen Kühberg und Hauchenberg bzw. Schwabenberg.

## Ortsname
Der Ortsname stammt vom  mittelhochdeutschen Personennamen Bërleich und bedeutet Siedlung des Bërleich. Berlach für Bärenzwinger wird ausgeschlossen.

## Geschichte
Börlas wurde erstmals urkundlich im Jahr 1239 als Berlaiches im Besitz des Klosters Irsee erwähnt. Neben rotfesischen Eigenleuten war auch Eglofser Freie in Börlas ansässig. 1538 wurde die Mühle in Börlas erwähnt. 1715 wurde die Wendelinskapelle neuerbaut. 1752 fand die Vereinödung des Ortes statt.

## Baudenkmäler
- Siehe: Liste der Baudenkmäler in Börlas

## Persönlichkeiten
- Gudrun Brug (* 1949), Schriftstellerin